# Clidemia rubra
Clidemia rubra är en tvåhjärtbladig växtart som först beskrevs av Jean Baptiste Christophe Fusée Aublet, och fick sitt nu gällande namn av Carl Friedrich Philipp von Martius. Clidemia rubra ingår i släktet Clidemia och familjen Melastomataceae. Inga underarter finns listade i Catalogue of Life.

## Bildgalleri

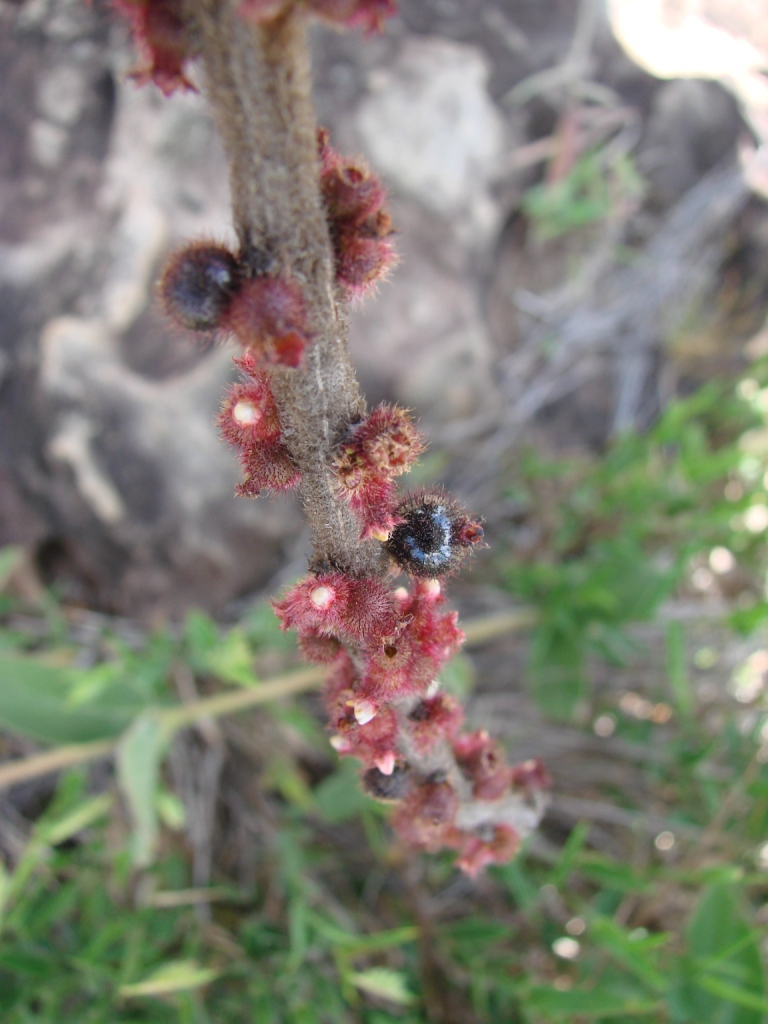
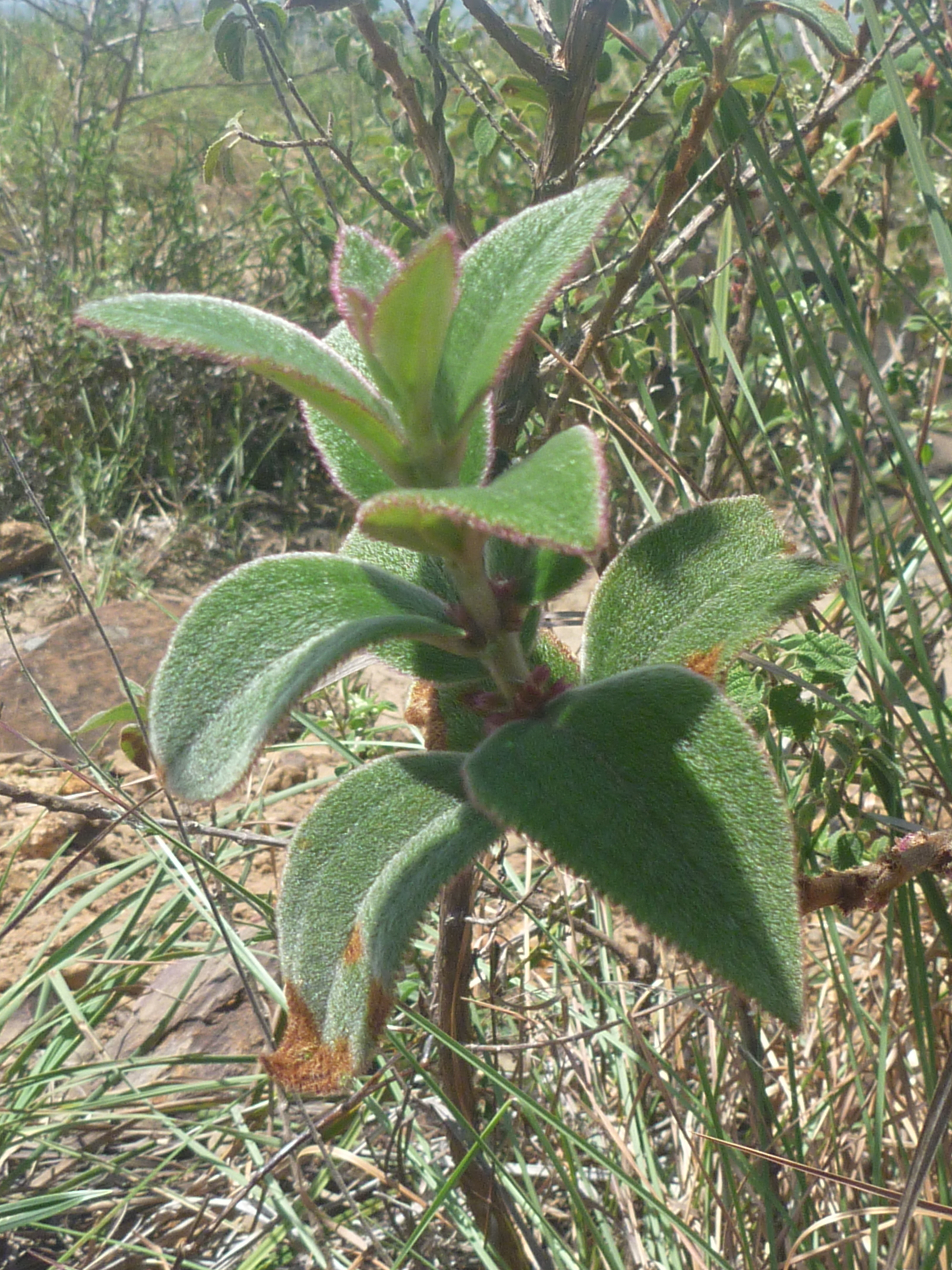